# Lucyliusz Bassus
Lucyliusz Bassus, Sextus Lucilius Bassus (zm. 72 w Judei) identyfikowany ze znanym dowódcą cesarza Witeliusza (Tacyt, Hist. 2, 100 nn) był namiestnikiem Judei od 71 do śmierci.
Przybył w celu objęcia legatury wojskowej (jako legatus Augusti pro praetore), która dysponowała wojskiem i miała za zadanie uspokojenie kraju i umożliwienie zaprowadzenia nowej administracji w Judei zamienionej na prowincję cesarską. 
Po upadku powstania żydowskiego Judea była prowincją całkowicie oddzieloną od Syrii (provincia imperialis) i stanowiła własność dynastii cesarskiej. Zarządcą jej był legat cesarza. Temu podlegał jeszcze prokurator, który zajmował się przede wszystkim sprawami finansowymi (za Lucyliusza Bassusa był nim Liberiusz Maksymus).
Bassus zajął twierdzę Herodejon na szczycie góry na pustyni judzkiej i Macheront w Transjordanii, gdzie ścięto Jana Chrzciciela. Niedługo później zmarł, a zarząd po nim nad prowincją objął pod koniec 72 Flawiusz Silwa.